# Tiburon (Haïti)
Pour les articles homonymes, voir Tiburon.
Tiburon (Tibiwon en créole), est une commune d'Haïti située dans le département du Sud et l'arrondissement des Chardonnières.

## Géographie
Tiburon est située juste en face de l'île de la Jamaïque, sur la côte sud-ouest de la péninsule de Tiburon et de Jacmel.

## Démographie
La commune est peuplée de 21 170 habitants(recensement par estimation de 2009).

## Histoire

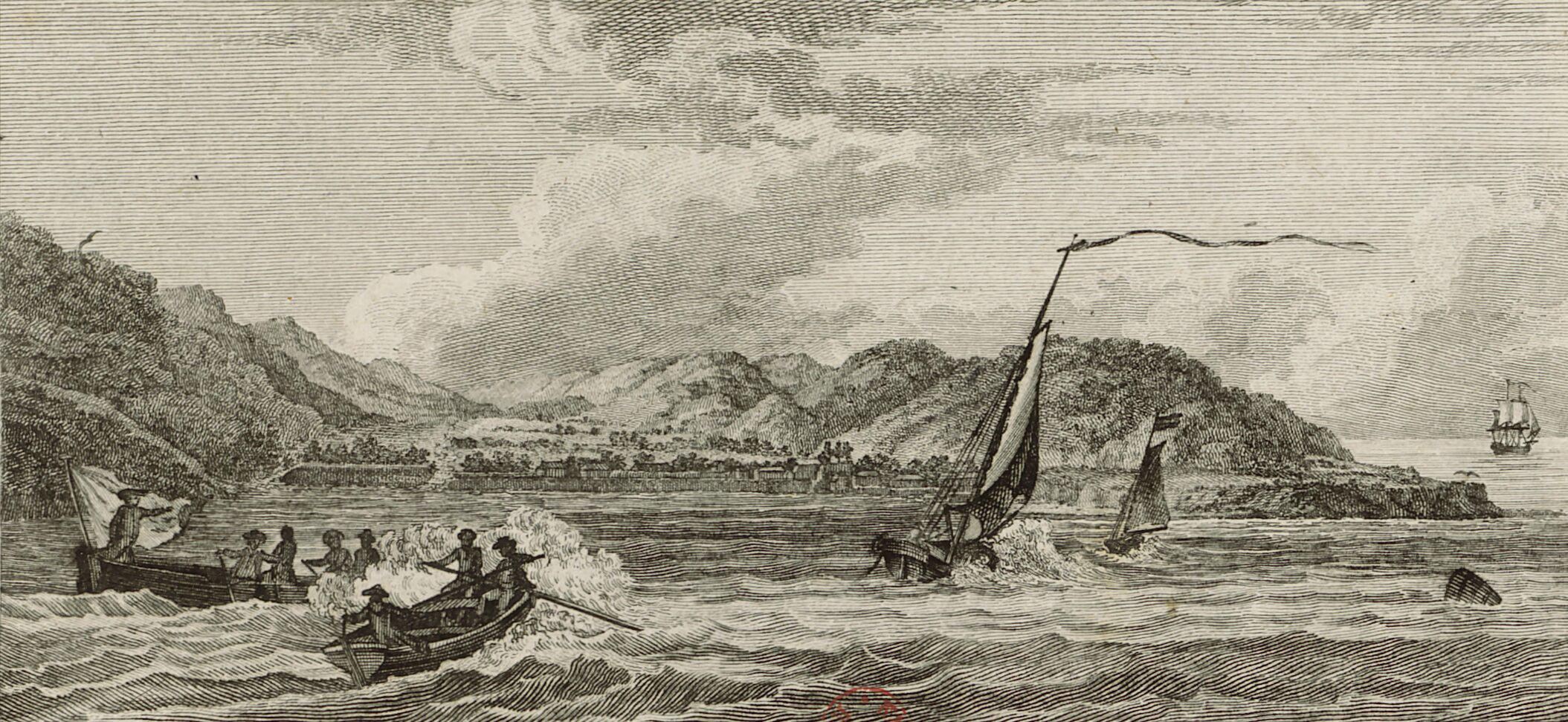
Vue du bourg de Cap-Tiburon, dessin de Nicolas Ozanne et gravure de Nicolas Ponce, 1791.

En octobre 1629, une flottille française commandée par Jean de Baradat de Cahuzac mouille à Tiburon, au retour d'une expédition contre les Anglais à l'île Saint-Christophe.
C'est à partir du cap Tiburon, en 1670, que le pirate Henry Morgan donna rendez-vous aux Aventuriers, tant Français qu'Anglais de la Jamaïque, de la Tortue et de Saint-Domingue, afin d'attaquer la ville de Panama qui était alors l'une des plus riches villes de la région.
Après l'attribution à la France de la partie occidentale de Saint-Domingue (traité de Rijswick en 1697) et la création de la Compagnie de Saint-Domingue (en 1698), il faut attendre les années 1740 pour voir l'installation des premiers colons français.
Le 8 mars 1748, une escadre anglaise de sept vaisseaux, commandée par le vice-amiral Charles Knowles, vient mouiller à Tiburon ; l'escadre prend et détruit le fort de Saint-Louis-du-Sud le 19 mars.
Les Anglais attaquent et occupent le fort Tiburon en février 1794. André Rigaud reprend la ville en décembre 1794.

## Administration
La commune est composée des sections communales de :
- Blactote
- Nan Sevré
- Loby (ou Corie)
- Dalmette (dont le quartier « La Cahouane »)

## Économie
L'économie locale repose sur la production du cacao ainsi que la transformation du café.
L'industrie du bois est également développée sur la commune de Tiburon.